# ΜClinux
μClinux (от англ. microcontroller linux) — порт Linux, встраиваемая операционная система для микроконтроллеров, в том числе, не имеющих блока управления памятью.

## Название
Название μClinux происходит от греческой буквы μ, в англоязычной литературе часто обозначающей приставку микро-; буквы C — в данном случае обозначающей controller; и названия ядра Linux.
Произносится название как «ю-си-линукс», что очень похоже на фразу «You see Linux» (Ты видишь линукс).

## Истоки
Операционная система для встраиваемых систем μClinux была создана Ди Джефом Дионне (D. Jeff Dionne) и Кеннетом Албановски (Kenneth Albanowski) в 1998 году. Изначально была предназначена для микроконтроллеров m68k (особенно для серии 68328) семейства DragonBall производства компании Motorola и основана на ядре Linux версии 2.0.33. После выпуска первой редакции операционной системы сообщество разработчиков решило расширить круг поддерживаемых архитектур микроконтроллеров. В начале 1999 года была добавлена поддержка для семейства ColdFire  производства Motorola. Чуть позже добавилась также поддержка процессоров архитектуры ARM.
Начиная с версии ядра 2.5.46, проект был объединён с основной линией разработки ядра Linux. Грег Ангерер (автор μClinux порта для ColdFire) продолжил активную работу по внедрению поддержки μClinux в основную линию разработки ядра Linux серии 2.6. Таким образом μClinux перестал быть отдельным ответвлением Linux.
Проект продолжал разработку улучшений и инструментария для использования Linux в микроконтроллерах. Сейчас μClinux поддерживает множество архитектур микроконтроллеров, используемых в самых разных устройствах от сетевых маршрутизаторов до MP3-плееров, сканеров, кардридеров и прочих устройств.

## Поддерживаемые архитектуры
На сегодняшний день поддерживаются следующие архитектуры:
- Altera NIOS
- ADI Blackfin
- ARM
- AVR32
- ETRAX
- Freescale M68K (включая DragonBall, ColdFire, PowerQUICC и другие)
- Fujitsu FRV
- Hitachi H8
- SuperH
- Intel i960
- OpenRisc
- MIPS (например, Brecis)
- Xilinx MicroBlaze

## Современное состояние[когда?]
На сегодняшний день поддержка проектом μClinux той или иной архитектуры сильно отличаются. Разработки по некоторым направлениям были прекращены, некоторые образовали отдельные от проекта μClinux направления (из-за коммерческих соображений, или отдельными программистами).
Строго говоря, μClinux является ядром операционной системы, однако ещё одним результатом проекта μClinux стала библиотека программирования uClibc и создание большого количества прикладного программного обеспечения для устройств со встроенной операционной системой, которое распространяется в виде дистрибутива «μClinux-dist» и может использоваться на этих устройствах. μClinux-dist содержит программные библиотеки, приложения и утилиты. Его можно сконфигурировать и встроить в ядро системы.
Многие проекты активно используют μClinux в своих разработках. Например, iPodLinux , Juice Box , DSLinux , Runix  и некоторые другие, имеют в своей основе ядро μClinux.
μClinux установлен в Picotux — самый маленький в мире компьютер, управляемый операционной системой Linux, и в крошечный компьютер Minotaur BF537 на основе Blackfin.